# Malapur, Sandur
Malapur là một làng thuộc tehsil Sandur, huyện Bellary, bang Karnataka, Ấn Độ.